# Wojciech Modest Amaro
Wojciech Modest Amaro z domu Basiura (ur. 12 lutego 1972 w Sosnowcu) – polski kucharz i restaurator, osobowość telewizyjna.

## Życiorys
Ukończył technikum elektroniczne. Po ukończeniu nauki w technikum zajął się działalnością w branży gastronomicznej. Praktykował u boku szefów kuchni, takich jak Alain Ducasse, Yannick Alléno czy Ferran Adrià.
W 2008 został wyróżniony przez Międzynarodową Akademię Gastronomiczną tytułem „Chef de L’Avenir”. W 2011 Warszawie otworzył restaurację Atelier Amaro, która w 2013 jako pierwsza restauracja w Polsce uzyskała gwiazdkę Michelin i która działała do 2020.
Był jurorem kulinarnego reality show Polsatu Top Chef (2013–2016, 2018) i gospodarzem programu Hell’s Kitchen. Piekielna Kuchnia (2014–2016).
Jest autorem książek: Natura kuchni polskiej oraz Kuchnia polska XXI wieku. W 2020 otrzymał nagrodę „Grand Prix de l’Art de la Cuisine” przyznaną przez Międzynarodową Akademię Gastronomiczną w Paryżu.
W 2022 sprzedał dom, a także zamknął restauracje w Warszawie i Zakopanem. Przeprowadził się z rodziną na farmę w Dębówce, gdzie zajął się prowadzeniem Fundacji „Nowe Życie Polska” i organizacją spotkań gastronomicznych.

## Życie prywatne
Żonaty z Agnieszką. Mają dwóch synów: Nicolasa i Gabriela.